# 博尔 (北部省)
博尔（法語：Borre，法語發音：[bɔʁ]）是法国上法蘭西大區北部省的一个市镇，位于该省西北部，属于敦刻尔克区。

## 地理
博尔（50°43'53"N, 2°35'3"E）面积5.96 平方千米，位于法国上法蘭西大區北部省，该省份为法国最北部的省份及最长的省份，西北濒北海，西接加来海峡省，南至埃纳省和索姆省，东与比利时接壤。
与博尔接壤的市镇（或旧市镇、城区）包括：卡斯特尔、旧贝尔坎、阿兹布鲁克、普拉代勒。

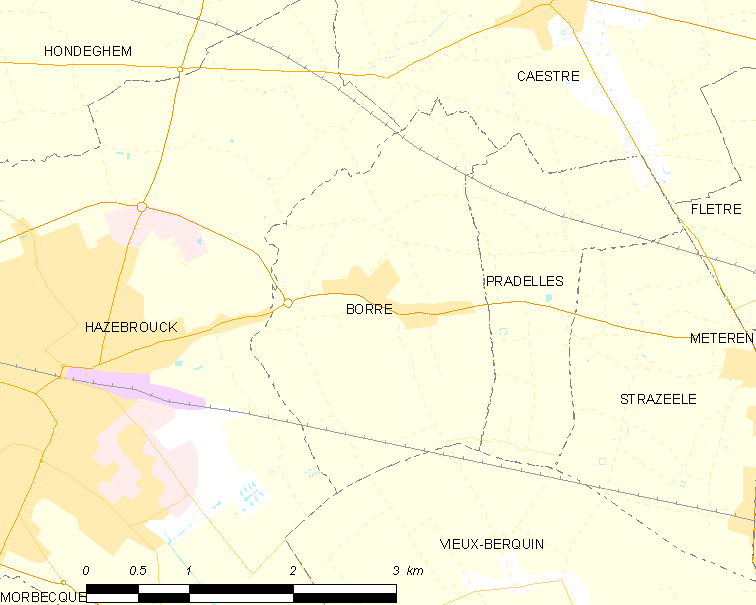
的OSM定位图

博尔的时区为UTC+01:00、UTC+02:00（夏令时）。

## 行政
博尔的邮政编码为59190，INSEE市镇编码为59091。

## 政治
博尔所属的省级选区为巴约勒县。

## 人口

1962-2008年间人口变化图示

博尔于2022年1月1日时的人口数量为564人。